# クシャーノ・サーサーン朝

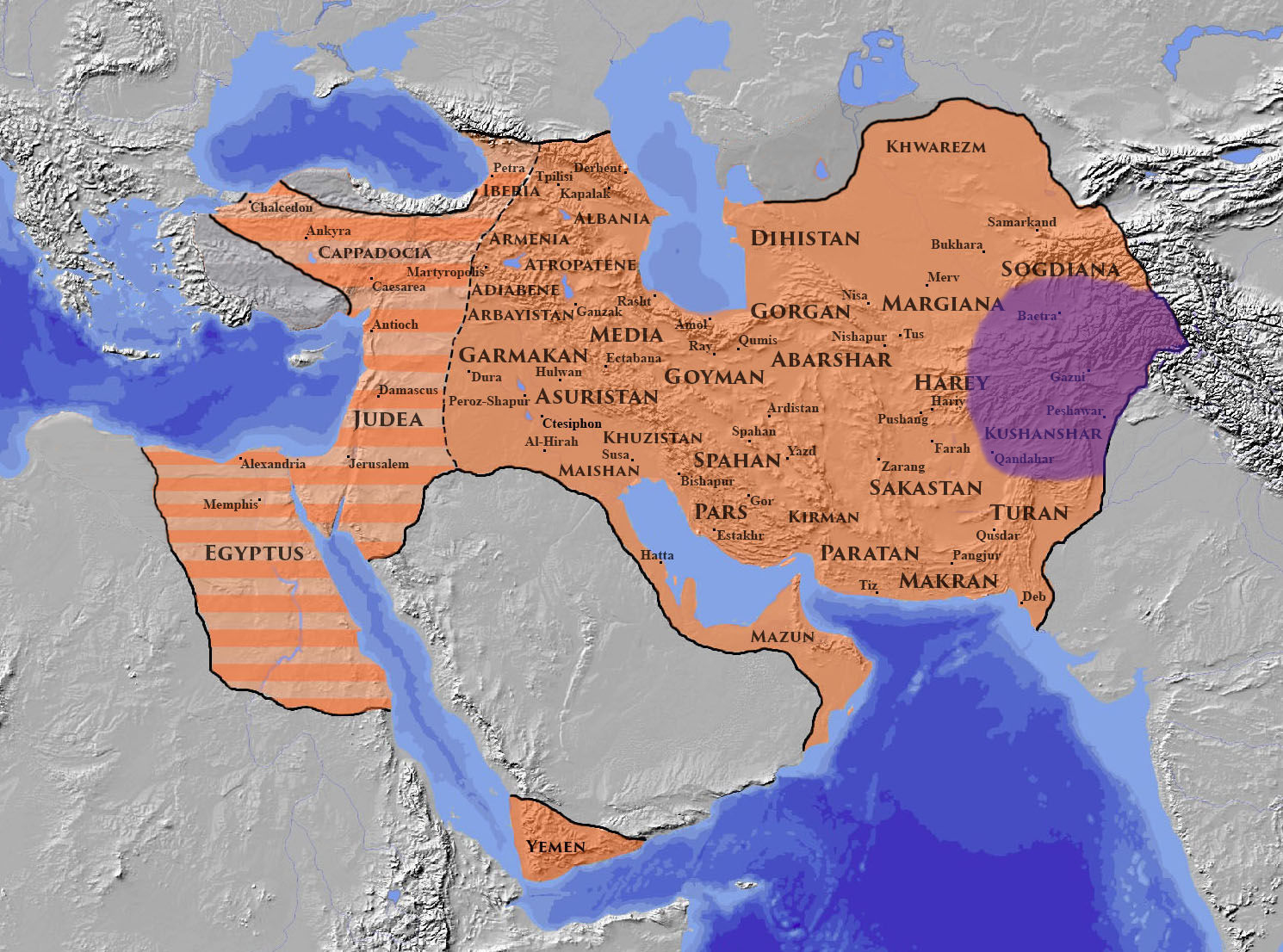
クシャーノ・サーサーン朝の領域（青、紫）

クシャーノ・サーサーン朝（クシャノササン朝、インド・サーサーン朝）は、3世紀と4世紀、及び6世紀から7世紀の間、インド亜大陸の北西部に支配を確立したサーサーン朝の分流である。

## 歴史

### 最初のクシャーノ・サーサーン朝
サーサーン朝は、パルティアに対する勝利のすぐ後、アルダシール1世の治世中の230年頃にはバクトリアまで領土を拡大し、彼の息子シャープール1世（240年 - 270年）の時代にはクシャーナ朝の旧領（今日のパキスタンと北西インド）まで拡大した。
弱体化していたクシャーナ朝は西部領土を喪失し、バクトリアとガンダーラはクシャーンシャー（Kushanshahs クシャーナ王）と称するサーサーン朝の藩王に支配されるようになった。
325年頃、シャープール2世は南部領域を直接管理の下に置いていたが、北部ではキダーラ朝の興隆までの間クシャーンシャーの支配が維持された。

### インド・エフタル
410年からバクトリア、続いてガンダーラはエフタルの侵入を受け、彼らは一時クシャーノ・サーサーン朝に取って代わった。彼らはインド・エフタルとして知られるようになった。

### 第2のクシャーノ・サーサーン朝
突厥西面の室点蜜とサーサーン朝のホスロー1世とが共同で、558年にエフタルへの攻撃を開始し（ブハラの戦い）、565年に連合軍によってエフタルが打倒されるまでインド・エフタルによる統治は続いた。以後、再びサーサーン朝の王族がこの地に支配を確立した。

## 宗教的影響
預言者マニ（210年 - 276年マニ教の教祖）はサーサーン朝の東への拡大につれて東へ向かった。それはマニをガンダーラで栄えていた仏教文化（ガンダーラ美術）に触れさせることになった。彼はバーミヤーンを訪れたと言われており、そこには彼の作になるという幾つかの宗教画があり、彼が暫くの間そこに住んで教えを広めたと信じられている。また、彼は240年か241年に、インドのインダス川流域に向かって出帆し、仏教徒であったトゥーラーンの王（Turan Shah）を改宗させたと伝えられている。
その際、様々な仏教の影響がマニ教に浸透したと考えられる。「仏教の影響はマニ教の教義構成にあたって重要であった。輪廻（The transmigration of souls）の思想は、男女の僧侶らに与えられたマニ教の共同体における4つの位階（選良者 The 'elect'）を定めるものとなり、それを補助した在家衆（聴講者 The 'hearers'）は、仏教徒のサンガ（Sancha）を元にしたものと考えられる。(Richard Foltz, Religions of the Silk Road).

## 芸術的影響
クシャーノ・サーサーン朝はサーサーン朝の皇帝が狩猟や裁判に従事している様を描いた銀器や織物を取引した。サーサーン朝の芸術はクシャーナ朝の芸術に影響を与え、数世紀の間インド亜大陸北西部で影響力を持ち続けた。

## コイン
クシャーノ・サーサーン朝は様々なコインを鋳造した。通常、コインの表には精巧な頭飾りを付けた君主が描かれ、裏にはゾロアスター教の火の祭壇か、シヴァ神と雄牛ナンディが描かれた。

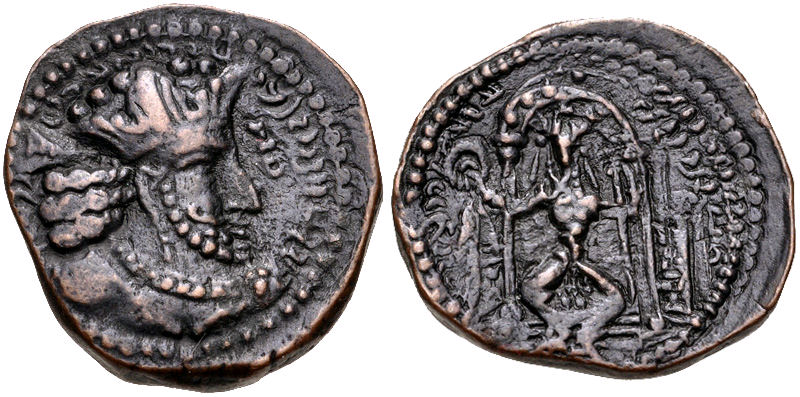
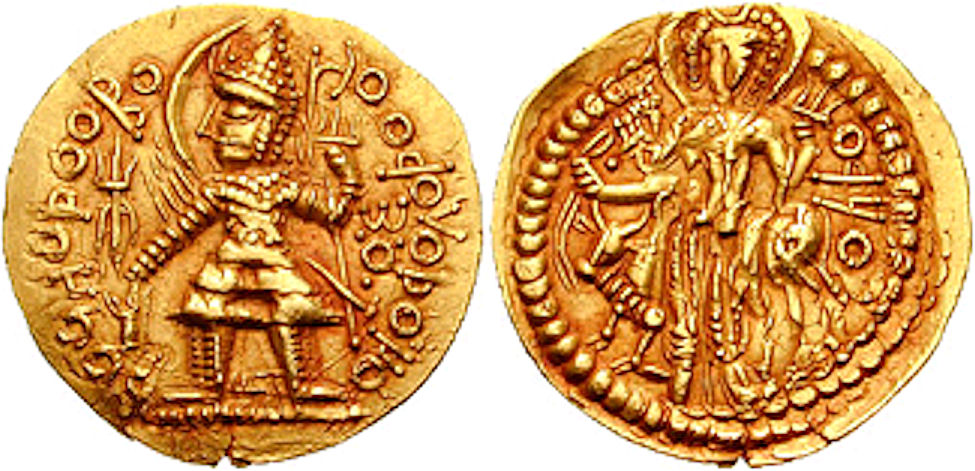
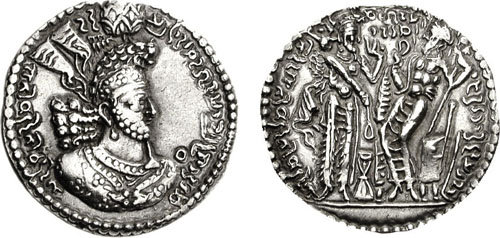
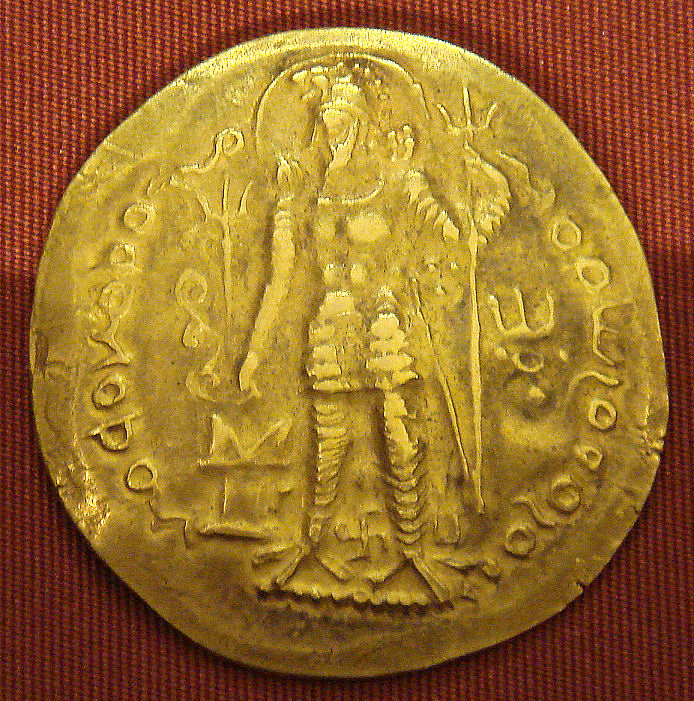
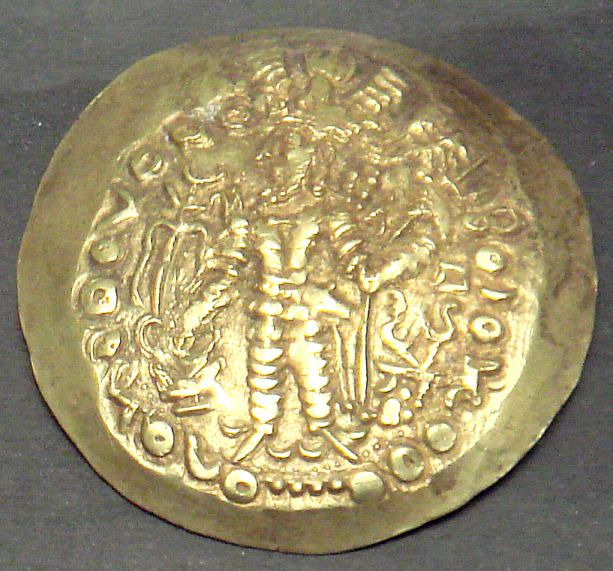

## クシャーノ・サーサーン朝の主な君主
- アルダシール1世 サーサーン朝の王、及び「クシャーンシャー」 （230年頃 - 250年頃）
- ペーローズ1世 「クシャーンシャー」 （250年頃 - 265年頃）
- ホルミズド1世 「クシャーンシャー」 （265年頃 - 295年頃）
- ホルミズド2世 「クシャーンシャー」 （295年頃 - 300年頃）
- シャープール2世 サーサーン朝の王、及び「サカンシャー（Sakanshah）」 （325年頃）
- バフラーム1世、2世、3世 「クシャーンシャー」 （325年頃 - 350年頃； エフタルの侵入まで存続）
- ペーローズ3世 「クシャーンシャー」 （350年頃 - 360年頃； ガンダーラを支配）